# Kayke Rodrigues
Pour les articles homonymes, voir Rodrigues.
Kayke Rodrigues est un footballeur brésilien né le 1er avril 1988 à Brasilia. Il évolue au poste d'attaquant avec Sport Recife.

## Biographie
Kayke joue au Brésil, en Suède, en Norvège, au Danemark, au Portugal et au Japon.
Il participe à la Copa Libertadores avec l'équipe du Santos FC.

## Palmarès
- Vainqueur de la Copa Rio Grande do Norte en 2015 avec l'ABC